# ポ・チャ
ポ・チャ（Po Kya、ビルマ語: ဖိုးကျား、発音 [pʰó tɕá] ポーチャー; Pho Kyarとも。1891年3月23日 - 1942年4月11日）は、20世紀前半のイギリス統治下のビルマにおける教育改革者の一人であり、1930年代の教育運動の中心となった人物である。ビルマの短編小説の父と呼ばれており、その作品は現在も老若男女に親しまれている。

## 死去
1942年4月11日、第二次世界大戦中にタンタビンで日本軍の侵略から逃れている途中、マラリアで亡くなった。 